# Кохановце
Кохановце (на словашки: Kochanovce) е село в източна Словакия, в Прешовски край, в окръг Хумене. Според Статистическа служба на Словашката република към 31 декември 2021 г. селото има 736 жители.
Разположено е на 157 m надморска височина, на 5 km южно от Хумене. Площта му е 5,02 km². Кметът на селото е Катарина Ласзлоова.